# Єрмаково (Таборинський район)
Єрмако́во (рос. Ермаково) — присілок у складі Таборинського району Свердловської області. Входить до складу Кузнецовського сільського поселення.
Населення — 20 осіб (2010, 23 у 2002).
Національний склад населення станом на 2002 рік: росіяни — 87 %.